# 尼尔吕
尼尔吕（法語：Nurlu，法語發音：[nyʁly]）是法国上法蘭西大區索姆省的一个市镇，属于佩罗讷区。

## 地理
尼尔吕（50°0'24"N, 3°1'10"E）面积6.53 平方千米，位于法国上法蘭西大區索姆省，该省份为法国北部沿海省份，北起加来海峡省和北部省，西接滨海塞纳省和大西洋英吉利海峡，南至瓦兹省，东临埃纳省。
与尼尔吕接壤的市镇（或旧市镇、城区）包括：下艾兹库尔、埃康库尔、埃特里库尔-马南库尔、列拉蒙、穆瓦兰、索雷尔、唐普勒拉福斯。

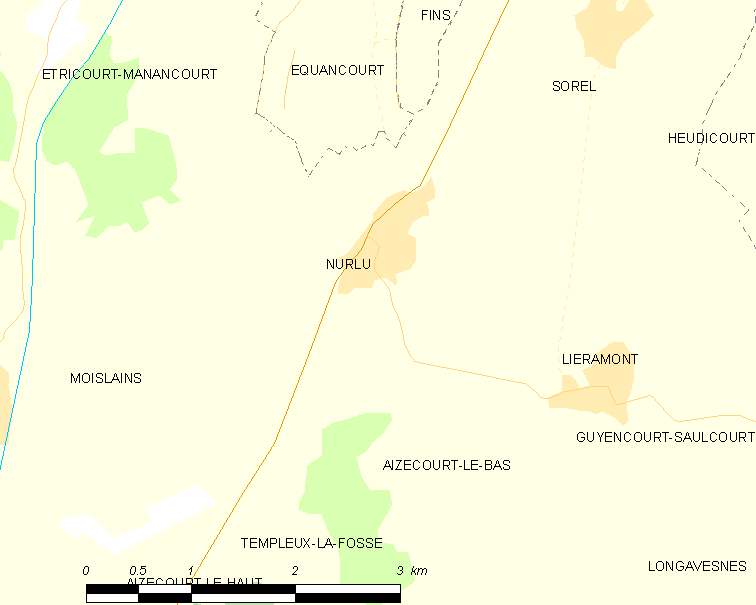
尼尔吕的OSM定位图

尼尔吕的时区为UTC+01:00、UTC+02:00（夏令时）。

## 行政
尼尔吕的邮政编码为80240，INSEE市镇编码为80601。

## 政治
尼尔吕所属的省级选区为佩罗讷县。

## 人口

1962-2008年间尼尔吕人口变化图示

尼尔吕于2022年1月1日时的人口数量为370人。